# Jozsef Rákosi
Jozsef Rákosi (* 1941) ist ein aus Ungarn stammender Künstler und Musiker. Rákosi erfand eine an die Airbrush angelehnte Seidenmaltechnik, das Handbrush.

## Biographie
Auf Wunsch seines Vaters, der Konzertmeister unter Ferenc Fricsay war, besuchte Rákosi das Budapester Musikkonservatorium. Danach schlug er aber eine auf die bildende Kunst ausgerichtete Laufbahn ein. Als Musiker trat er aber trotzdem des Öfteren auf. Er begleitete unter anderem Prominente wie Roy Black, Hazy Osterwald und Roberto Blanco. Ungefähr 15 Jahre leitete er eine in Altmannstein ansässige Seidenmalschule.